# Cethosia biblis
Cethosia biblis là một loài bướm trong phân họ Heliconiinae có ở Ấn Độ và Nepal, phía đông đến miền nam Trung Quốc và Philippines, và phía nam đến Indonesia. Thường thấy tại các khu vực rừng và bìa rừng miền nam Việt Nam.

## Mô tả
Cethosia biblis là một loài bướm cỡ trung bình, với sải cánh dài khoảng 8–9 cm (3,1–3,5 inch). Loài này là lưỡng hình. Ở con đực, mặt trước của cánh có màu đỏ cam tươi, được bao quanh bởi một đường viền màu đen với những đốm trắng. Mặt dưới có màu từ đỏ tươi đến nâu nhạt, xen kẽ bởi hai màu đen và trắng. Kiểu hoa văn này giúp ngụy trang hình dạng của con bướm, trong khi màu sắc đậm của hai bên cánh là lời cảnh báo cho những kẻ săn mồi rằng loài bướm màu đỏ này có mùi vị khó chịu, xuất phát từ cây ký chủ độc hại của sâu bướm. Mặt lưng của cánh con cái có màu nâu xám với các đốm đen và các dải trắng và các đốm ở viền đen.
Sâu bướm có một số sọc đỏ, đen và trắng, đầu đen và gai dài màu đen có chứa chất độc. Trên thực tế, chúng chủ yếu ăn các loại cây leo có độc, chủ yếu là các loài Passiflora ( P. cochinchinensis , P. moluccana , v.v.).

## Phân loài
- C. b. biblis - Assam, miền trung Ấn Độ  – tây và nam Trung Quốc
- C. b. insularis C. & R. Felder, 1861 - Philippines (Luzon, Polillo, ?Babuyanes)
- C. b. nicobarica Felder, 1862 - Nicobar?
- C. b. picta C. & R. Felder, [1867] - Sulawesi
- C. b. javana C. & R. Felder, [1867] - Java
- C. b. logani Distant, 1881 – đông Sumatra
- C. b. tambora (Doherty, 1891) - Sumbawa
- C. b. narmada Fruhstorfer, 1896 - Lombok
- C. b. narmadoides de Nicéville, 1898 - Bali
- C. b. perakana Fruhstorfer, 1902 – miền nam Thái Lan, bán đảo Mã Lai, đảo Tioman
- C. b. ceramensis Fruhstorfer, 1902 - Serang
- C. b. atia Fruhstorfer, 1905 - Kalao
- C. b. alceste Fruhstorfer, 1905 - Bawean
- C. b. hainana Fruhstorfer, 1908 - Hải Nam
- C. b. tisamena Fruhstorfer, 1912 - Ấn Độ
- C. b. phanaroia Fruhstorfer - Hồng Kông
- C. b. adantonia Fruhstorfer – tây Sumatra
- C. b. sumbana Pagenstecher - Sumba
- C. b. floresiana Fruhstorfer - Flores
- C. b. sandakana Fruhstorfer - Borneo, ?Palawan
- C. b. liacura Fruhstorfer - Philippines (Mindanao)
- C. b. tagalorum Fruhstorfer - *Philippines (Mindoro)
- C. b. togiana Fruhstorfer - đảo Togian
- C. b. buruana Holland - Buru
- C. b. amboinensis C. & R. Felder, [1867] - Ambon
- C. b. andamanica Stichel - Andaman?
- C. b. pemanggilensis Eliot, 1978 – Pemanggil[1]

Các phân loài của loài này được ghi nhận ở Ấn Độ là:
- C. b. tisamena Fruhstorfer, 1912 –

- C. b. andamanica Stichel, 1902 –

- C. b. nicobarica Felder, 1862 –